# Cheikh Mwijo
 (octobre 2020).
Cheikh Mwijo (en arabe : الشيخ مويجو, né Moshe Attias : מֹשֶׁה אטיאס) est musicien, auteur-compositeur marocain né à Meknès en 1937 et mort à Kiryat-Ata le 2 mai 2020. Il fait partie des icônes de la chanson juive marocaine.

## Biographie
Cheikh Mwijo, de son vrai nom Moshe Attias, est né à Meknès (Maroc) en 1937 et mort à Kiryat Atta (Israël) le 2 mai 2020. Il était l’un des plus grands musiciens du folklore juif marocain en Israël.
Comme beaucoup d’artistes juifs marocains, Moshe Attias descend d’une lignée de chanteurs et compositeurs, remontant jusqu’à son grand père. Son père Yaakov Attias, percussionniste, jouait dans l’ensemble du Mâalem (Maître) Ben Haroush , au côté notamment de Mordecai Elmaghribi, le père de Slimane Elmaghribi. Ben Haroush s’installa en Israël, et Mwijo l’accompagna dans ses derniers jours. Pour le remercier de sa présence, Ben Haroush lui remit ses carnets de chants, carnets qu’il avait lui même reçu auparavant.
Ces carnets de chants seraient la source de son riche et vaste répertoire. Comme beaucoup de musiciens juifs marocains avant lui, Mwijo resta discret sur sa façon de travailler, et ne partagea ses carnets avec aucun chercheur ou qui que ce soit. Mais à la suite de la demande du professeur Yossef Chetrit de l’université de Haïfa, Mwijo enregistra un certain nombre de chansons tirées de ses manuscrits. Et ces chansons furent retranscrites par Chetrit pour son travail sur la poésie judéo-arabe du Maroc. À la suite d'un entretien en 2011 avec Mwijo, Christopher Silver a affirmé que Mwijo était le seul musicien à pouvoir maîtriser ces chansons depuis Ben Haroush. Mwijo prétendait connaître 1000 chansons du Mâalem, ce qui lui valut le titre honorifique de “Cheikh” (Maître).
À la suite du départ de Ben Haroush en Israël, Mwijo le rejoint en 1962. Agé alors de 35 ans il commence une nouvelle carrière musicale à Haïfa en chantant et en jouant de la mandoline avant de changer d'instrument au profit du violon marocain joué à la verticale. Pendant sa riche carrière, où il enregistre plus de 100 albums, Et plus de 500 chansons traditionnelles du Maghreb, ainsi que d’autres chansons écrites par lui-même, dont les plus célèbres sont « Tanjiya », « Ma Kayan Kheir », « Ibrahim Al-Khalil », « A ibad Allah », « A labnat » et « Ghazali houa Sababi ».
Mwijo ou Mwizo (Avec l'accent Meknassi) reste très lié à sa communauté d'origine et sa principale source de revenus était ses concerts lors des mariages et évènements célébrés par la communauté juive marocaine.
Entre 1962 et 1970, Cheikh Mwijo collabore étroitement avec son camarade de Meknès Sliman Elmaghribi en lui écrivant environ 40 chansons avant de commencer à enregistrer ses propres chansons avec le label Koliphone/Zakiphon.
Cheikh Mwijo compte un répertoire riche de plus de 500 chansons. Outre ses chansons humoristique comme "Tanjiya" et "A labnat", Mwijo a chanté aussi pour la paix et la coexistence entre les juifs et les musulmans comme dans sa chanson "Ibrahim Al-Khalil" où il explique que Abraham est un commun ancêtre aux deux communautés et que Ismaël et Isaac ont été créés par le même dieu.